# 5080 Oja
Oja (asteróide 5080) é um asteróide da cintura principal, a 1,9642674 UA. Possui uma excentricidade de 0,123911 e um período orbital de 1 226,21 dias (3,36 anos).
Oja tem uma velocidade orbital média de 19,89145533 km/s e uma inclinação de 5,45477º.
Este asteróide foi descoberto em 2 de Março de 1976 por Claes Lagerkvist.